# Adriano Olivetti
Adriano Olivetti (Ivrea, 11 aprile 1901 – Aigle, 27 febbraio 1960) è stato un imprenditore, ingegnere e politico italiano, figlio di Camillo Olivetti (fondatore della Ing. C. Olivetti & C., la prima fabbrica italiana di macchine per scrivere) e Luisa Revel e fratello degli industriali Massimo Olivetti, Dino Olivetti e delle sorelle Silvia (1904-1990), Elena (1900-1978) e Laura (1907-1934). Apparteneva a un'importante famiglia borghese di Ivrea di origini ebraiche.
Uomo di grande e singolare rilievo nella storia italiana del secondo dopoguerra, si distinse per i suoi innovativi progetti industriali basati sul principio secondo cui il profitto aziendale deve essere reinvestito a beneficio della comunità.

## Biografia

### Origini e formazione

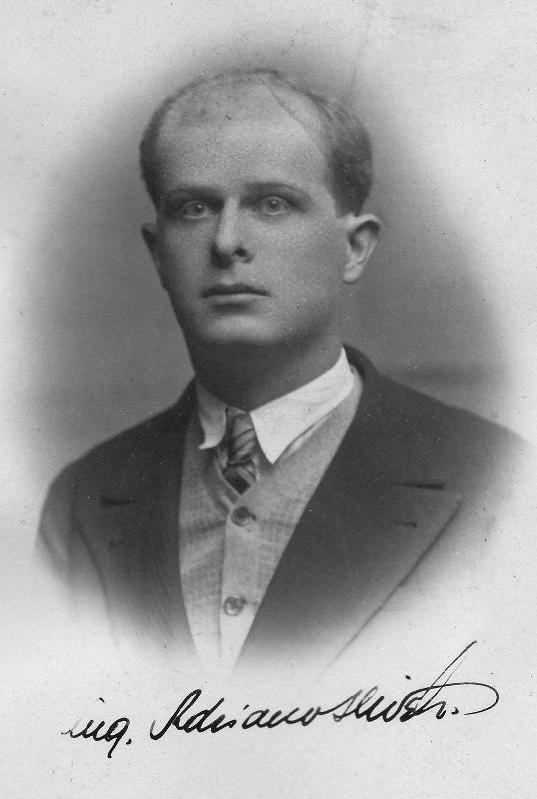
Ritratto fotografico di Adriano Olivetti nel 1925 con la sua firma

Nacque sulla collina di Monte Navale, ad Ivrea, l'11 aprile del 1901, da Camillo, ebreo, e Luisa Revel, valdese. Non ricevette alcuna educazione religiosa (anche se era riuscito a procurarsi un certificato di battesimo valdese per sfuggire alle leggi razziali fasciste del 1938); solo nella maturità, in vista del secondo sposalizio, si convertì al Cattolicesimo.
Diplomatosi presso la sezione fisico-matematica dell'Istituto tecnico di Cuneo, nell’aprile del 1918 si arruola volontario nel 4º reggimento Alpini. Terminato il servizio militare si iscrive al Politecnico di Torino e inizia a partecipare in maniera attiva al dibattito sociale e politico, collaborando alle riviste «L'azione riformista» e «Tempi Nuovi» di cui il padre è rispettivamente l'editore e il principale finanziatore, ed entrando in contatto con Piero Gobetti e Carlo Rosselli.
Adriano Olivetti ebbe un rapporto dialettico con il padre Camillo. Apparentemente visse la ribellione tipica dei figli "intelligenti" nel confronto dei padri altrettanto "intelligenti". Si può comunque affermare che tra Adriano e Camillo Olivetti ci fu sempre identità di vedute nelle linee generali della politica e dell'idealità anche se, spesso e volentieri, Adriano ebbe modo di affermare anche in quel campo la propria autonomia e la propria statura intellettuale.
Camillo Olivetti fu un cauto interventista sopravvivendo in lui lo spirito risorgimentale. Adriano, in sintonia, dopo Caporetto si arruolò volontario pur non combattendo in quanto la guerra finì prima che potesse raggiungere il fronte. Adriano si laureò in Ingegneria chimica presso il Politecnico di Torino, fu una ribellione a metà nei confronti del padre, che sicuramente l'avrebbe preferito ingegnere meccanico. A metà, perché le sue inclinazioni erano all'epoca più vicine alla cultura umanistica che non a quella scientifica.
Acutamente, Natalia Levi Ginzburg (che sarebbe diventata la sorella di sua moglie) nel libro Lessico famigliare descrive in questi termini il rapporto tra Adriano Olivetti e la propria famiglia:

### Dal primo dopoguerra agli anni del consenso fascista
Nel 1919 collaborò con il padre nella redazione de L'Azione Riformista: è provato da numerosi riferimenti del padre, anche se non siamo in grado di riconoscere gli articoli scritti da Adriano Olivetti in quanto anonimi o firmati con uno pseudonimo. Quando nel 1920 Camillo decise di sospendere la pubblicazione di quel settimanale canavesano da lui ritenuto troppo provinciale e quindi privo di un'influenza reale nella politica, Adriano convinse il padre a cedere a lui "e a dei suoi giovani amici" quel foglio, che tuttavia non andrà oltre al 1920.
Sappiamo che collaborò anche con Tempi Nuovi il settimanale politico torinese che il padre promuoverà con Donato Bachi (che ne sarà il direttore) e altri progressisti. Con la svolta, prima critica, poi più marcatamente antifascista di quel giornale, ci fu anche la svolta politica di Adriano Olivetti, anche influenzato dall'ambiente culturale del Politecnico e dall'amicizia con la famiglia Levi. In particolare con Gino Levi suo compagno di corso.
Nel 1924 conseguì la laurea in ingegneria chimica al Politecnico di Torino e, dopo un soggiorno di studio negli Stati Uniti d'America insieme a Domenico Burzio (Direttore Tecnico della Olivetti), durante il quale poté aggiornarsi sulle pratiche di organizzazione aziendale, entrò nel 1926 nella fabbrica paterna ove, per volere di Camillo, fece le prime esperienze come operaio. Divenne direttore della Società Olivetti nel 1932, anno in cui lanciò la prima macchina da scrivere portatile chiamata MP1, e presidente nel 1938.
Si oppose al regime fascista con momenti di militanza attiva; sappiamo però, dagli articoli su Tempi Nuovi, che la redazione, almeno fino al 1923, aveva avuto un rapporto di reciproca stima con il fascismo torinese di Mario Gioda, il quale, sia pur scomparso nel 1924, aveva lasciato numerosi seguaci nella federazione torinese. L'antifascismo di Adriano si era già espresso immediatamente dopo il ritrovamento del cadavere di Giacomo Matteotti nella manifestazione che promosse, insieme al padre, al teatro Giacosa di Ivrea nel 1924.
Partecipò con Carlo Rosselli, Ferruccio Parri, Sandro Pertini e altri alla liberazione di Filippo Turati. Per concezione formativa era vicino al movimento politico "Giustizia e Libertà". Con la famiglia Levi, Adriano fu tra i protagonisti della rocambolesca fuga: ospitato prima dai Levi nella loro casa di Torino, Turati raggiunse poi Ivrea. Fece tappa nella notte in casa di Giuseppe Pero, dirigente della Olivetti, per ripartire al mattino seguente in una macchina guidata da Adriano che raggiungerà Savona, dove li aspettava Pertini con cui l'esule si imbarcò per la Corsica per poi raggiungere la Francia e Parigi. Come abbia potuto Adriano Olivetti non essere coinvolto nell'inchiesta fascista che seguì alla fuga di Turati non è chiaro. Possiamo solo formulare due ipotesi: una, che riguarda la fortuna o la superficialità delle indagini; l'altra, (che può solo essere ipotizzata) riguardante protezioni che vennero dagli ambienti "giodiani" torinesi.
Dal 1931 la questura di Aosta (dalla quale l'imprenditore necessitava la certificazione di appartenenza alla razza ariana a causa delle origini del padre ebreo) definì il giovane Olivetti come sovversivo. Adriano Olivetti venne poi nominato Direttore generale e, parallelamente all'assunzione di responsabilità nella fabbrica di Ivrea, dimostrò maggiore prudenza nei confronti del regime. Quindi sposò Paola Levi, sorella di Gino, con rito civile. Paola, insofferente al provincialismo eporediese, lo convinse a trasferire casa a Milano; questa fu una delle svolte culturali per Adriano, perché nel capoluogo meneghino poté incontrare quell'intellighenzia che lo avvicinò in seguito all'architettura, l'urbanistica, la psicologia e la sociologia. Ebbe ancora problemi con il Regime quando il fratello di Gino e Paola Levi, Mario (che lavorava alla Olivetti), venne fermato alla frontiera con la Svizzera, essendo l'auto carica di manifestini di Giustizia e Libertà: riuscì a fuggire, ma la conseguenza fu che Gino Levi e il padre furono arrestati, rimanendo per circa due mesi in galera.
Adriano in quel frangente si mobilitò e molto spese del suo per difendere il suocero e l'amico cognato. È quello il periodo in cui a Camillo Olivetti fu momentaneamente ritirato il passaporto. Tuttavia i rapporti con il fascismo migliorarono negli anni trenta. Sarà soprattutto l'incontro con gli architetti Luigi Figini e Gino Pollini, i quali erano la punta più avanzata di quel razionalismo in architettura che in un primo periodo venne sostenuto anche da Mussolini. I due architetti erano i corrispondenti italiani del grande Le Corbusier, il quale, pure lui, per un certo periodo fu estimatore di Mussolini in quegli anni che saranno definiti del consenso, tanto che Figini e Pollini aderirono al partito fascista.
Sicuramente Adriano da loro fu influenzato; essi saranno infatti gli architetti della nuova Olivetti e saranno anche, con Adriano, estensori del Piano per la provincia di Aosta (di cui Ivrea faceva parte in quegli anni). Non sappiamo con quanta convinzione, ma ad ogni modo è provato che Adriano Olivetti, nel 1937, fu definitivamente radiato dal casellario politico centrale. e che chiese - e ottenne - la tessera al PNF Non solo; fu anche ricevuto da Mussolini a Palazzo Venezia dove l'industriale eporediese presentò il suo piano al Duce. In ogni caso, il piano della Valle d’Aosta ottenne un riconoscimento tanto da essere esposto in una mostra a Roma; i giornali ne parlarono, come dimostra una lettera che Camillo scrisse ad Adriano:
Ho visto i tuoi articoli sulla Stampa e sulla Gazzetta del popolo per il piano per la Provincia di Aosta, e spero che questo tuo lavoro ti possa dare molta gloria, ma pochi fastidi.

Sulla Gazzetta del Popolo ho osservato che il tuo nome è stato omesso. Non so se l'articolo è stato scritto da te (nel qual caso ti avverto che non bisogna essere troppo modesti) oppure da altri che non ha voluto menzionare il tuo nome, nel qual caso vorrei sapere la causa (…)»
(lettera presente nell'archivio storico Olivetti)
Le sue affinità politiche del periodo furono con Giuseppe Bottai che nel fascismo sempre rappresentò una voce fuori dal coro. Prudente tanto da non farsi radiare come avvenne a Massimo Rocca, Bottai fu pur sempre uno spirito libero che rappresentò l'altra faccia del fascismo, quella meno totalitaria e folcloristica e più problematica. Queste qualità comunque non impedirono poi a Bottai di essere un convinto promulgatore del Manifesto della razza  e uno tra i più fanatici sostenitori delle leggi razziali fasciste. Quello con il Regime fu un feeling di breve durata. In architettura i gusti di Mussolini cambiarono: dal razionalismo passò ad un'architettura di regime che intendeva riecheggiare i fasti della Roma Imperiale. In ogni caso, il piano della Valle d'Aosta ebbe ancora una mostra a Roma, i giornali ne parlarono, come dimostra una lettera che Camillo scrisse ad Adriano.
Poi fu il silenzio, con la guerra d'Africa prima, la guerra di Spagna e poi, il secondo conflitto mondiale, il consenso di Adriano Olivetti si affievolì fino a portarlo ad un aperto antifascismo. Badoglio lo accusò di esporre l'Italia in cattiva luce con gli USA. Durante gli anni della Guerra riparò in Svizzera da dove si mantenne in contatto con la Resistenza.

### Dopoguerra e impegno nel Movimento Comunità

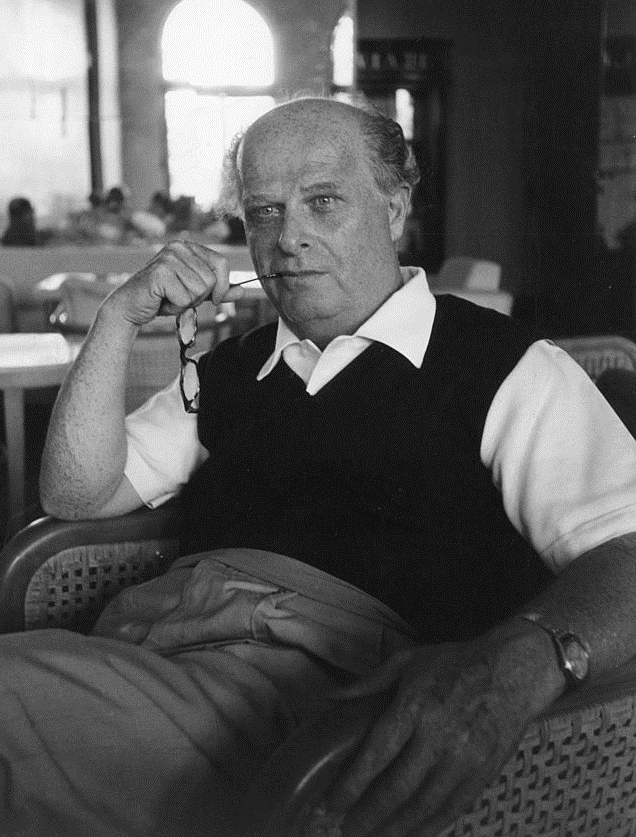
Adriano Olivetti nel 1957

Rientrato dal suo rifugio alla caduta del regime, riprese le redini dell'azienda. Alle sue capacità manageriali, che portarono la Olivetti ad essere la prima azienda del mondo nel settore dei prodotti per ufficio, unì un'instancabile sete di ricerca e di sperimentazione su come si potesse armonizzare lo sviluppo industriale con l'affermazione dei diritti umani e con la democrazia partecipativa, dentro e fuori la fabbrica.
Nel 1945 Olivetti pubblicò L'ordine politico delle Comunità che va considerato la base teorica per un'idea federalista dello Stato che, nella sua visione, si fondava appunto sulle comunità, vale a dire unità territoriali culturalmente omogenee e economicamente autonome. Divenne un sostenitore del federalismo europeo dopo aver conosciuto Altiero Spinelli durante l'esilio in Svizzera, iniziato da Olivetti nel 1944 a causa della sua attività antifascista.
Nel 1949 Olivetti si convertì al cattolicesimo «per la convinzione della sua superiore teologia». Verso la fine degli anni Quaranta fu per un certo periodo in analisi con Ernst Bernhard.
Le idee sostenute in L'ordine politico delle comunità supporteranno il Movimento Comunità, da lui fondato nella città di Torino nel 1948. Nel 1950 espose la sua visione del primato in campo politico dell'Urbanistica e della Pianificazione. Sotto l'impulso delle fortune aziendali e dei suoi ideali comunitari, Ivrea negli anni cinquanta raggruppò una quantità straordinaria di intellettuali che operavano (chi in azienda chi all'interno del Movimento Comunità) in differenti campi disciplinari, inseguendo il progetto di una sintesi creativa tra cultura tecnico-scientifica e cultura umanistica.
Il movimento, che tentava di unire sotto un'unica bandiera l'ala socialista con quella liberale (si vedano socialismo umanitario e libertario), assunse nell'Italia degli anni cinquanta una notevole importanza nel campo della cultura economica, sociale e politica. Scopo dell'iniziativa politica era creare un movimento socio-tecnocratico di una trentina di deputati in grado di costituire l'ago della bilancia fra il centro (egemonizzato dalla Democrazia Cristiana) e la sinistra (egemonizzata dal PCI).
Negli anni cinquanta insieme a Guido Nadzo fu uno dei responsabili dell'Unrra-Casas, quando si cercò di operare, in modo organico, in termini urbanistici; divenne promotore di uno studio sociologico sui Sassi di Matera e della successiva realizzazione del borgo La Martella. Nel 1955 durante la seconda edizione del premio Compasso d'Oro ad Adriano Olivetti venne attribuito il primo "Gran Premio Nazionale", prestigioso riconoscimento datogli per la sua influenza nell'industria e nel design italiano. Nel 1958 Olivetti fu eletto deputato come rappresentante di "Comunità", annunciando le proprie dimissioni nel 1959 e venendo sostituito da Franco Ferrarotti. La sua morte prematura sancì la fine del movimento.
Nel frattempo, Adriano si era risposato, nel 1950, con Grazia Galletti, dopo diversi anni dal divorzio con Paola, ottenuto nel 1938 a San Marino, in seguito all'innamoramento di Paola per il pittore e scrittore Carlo Levi. Allora, aveva già tre figli: Roberto (che gli succederà al vertice dell'azienda), Lidia e Anna; da Grazia avrà ancora una figlia, Laura. Nello stesso anno entrò a far parte del Consiglio direttivo dell'Istituto Nazionale di Urbanistica, cui aveva aderito dieci anni prima; del resto, già nel 1937 aveva partecipato ad una serie di studi su un piano regolatore della Valle d'Aosta.
L'urbanistica fu solo una delle tante passioni di Olivetti che si interessò anche di storia, filosofia, letteratura e arte. È al suo personale rifinanziamento che si deve la rinascita della rivista Urbanistica. Nel 1953 decise di aprire una fabbrica di macchine calcolatrici a Pozzuoli offrendo posti di lavoro con salari sopra le medie e assistenza alle famiglie degli operai: la produttività in questo stabilimento superò quella dei colleghi della fabbrica di Ivrea.
Nel 1956 fu eletto sindaco di Ivrea e due anni dopo ottenne due seggi in Parlamento candidandosi con il Movimento Comunità. Il suo voto fu rilevante per la fiducia al governo Fanfani. Durante la sua amministrazione cittadina fu inaugurata il 29 settembre 1957 la fontana dedicata a suo padre, Camillo. Sempre nel 1957 la National Management Association di New York premiò l'attività di direzione d'azienda internazionale di Olivetti. Nel 1959 viene nominato presidente dell’Istituto UNRRA-Casas, a cui era affidata la gestione della ricostruzione post-bellica in Italia.

### Morte
Il 27 febbraio 1960 Adriano Olivetti prese alla stazione di Arona il treno che, attraversando il Passo del Sempione, avrebbe dovuto portarlo a Losanna. Dopo il confine svizzero, nei pressi di Aigle, verso le 22.14 fu colto da un'improvvisa emorragia cerebrale. Il treno fu costretto a fermarsi e fu portato in ambulanza all'ospedale locale. I soccorsi furono inutili. Nel referto medico era segnato "ischemia cerebrale". Non fu eseguita l'autopsia, lasciando adito ad ipotesi di complotto a favore di lobby statunitensi. Come si scoprì, in seguito alla desecretazione di documenti della CIA, l'industriale fu oggetto d'indagini da parte della stessa agenzia di spionaggio statunitense. Uno dei primi esemplari dell’Elea 9003 doveva raggiungere Roma per essere installato presumibilmente in un ministero, non vi arrivò mai. Alcuni tecnici dell’Olivetti, un anno dopo, riscontrarono in un grosso elaboratore di una industria statunitense, caratteristiche tecniche molto simili a quelle dell’Elea 9003. La morte di Mario Tchou, dirigente della Olivetti, a distanza di un anno da quella di Olivetti, anch'essa in circostanze particolari, mise fine al progetto Elea e, in sostanza, all'industria elettronica italiana. Quell'anno, in segno di lutto, la città di Ivrea annullò le festività dello storico Carnevale, decisione che raramente nella storia era stata presa.
Al momento del suo decesso, l'azienda, fondata dal padre e da lui per lungo tempo diretta, vantava una presenza su tutti i maggiori mercati internazionali, con circa 36.000 dipendenti, di cui oltre la metà all'estero. Dopo la sua morte, e quella di Mario Tchou avvenuta l'anno seguente, fu decretata la fine del progetto Elea, e si chiuse un'importante stagione per l'elettronica italiana.

## La concezione e l'organizzazione del lavoro
Adriano Olivetti riuscì a creare nel secondo dopoguerra italiano un'esperienza di fabbrica nuova e unica al mondo in un periodo storico in cui si fronteggiavano due ideologie politiche incarnate da due grandi potenze, capitalismo e comunismo. Olivetti credeva che fosse possibile creare un equilibrio tra solidarietà sociale e profitto, tanto che l'organizzazione del lavoro comprendeva un'idea di felicità collettiva che generava efficienza. Gli operai vivevano in condizioni migliori rispetto alle altre grandi fabbriche italiane: ricevevano salari più alti, vi erano asili e abitazioni vicino alla fabbrica che rispettavano la bellezza dell'ambiente, i dipendenti godevano di convenzioni.
Anche all'interno della fabbrica l'ambiente era diverso: durante le pause i dipendenti potevano servirsi delle biblioteche, ascoltare concerti, seguire dibattiti, e non c'era una divisione netta tra ingegneri e operai, in modo che conoscenze e competenze fossero alla portata di tutti. L'azienda accoglieva anche artisti, scrittori, disegnatori e poeti, poiché l'imprenditore Adriano Olivetti riteneva che la fabbrica non avesse bisogno solo di tecnici ma anche di persone in grado di arricchire il lavoro con creatività e sensibilità.
Adriano Olivetti credeva nell'idea di comunità, unica via da seguire per superare la divisione tra industria e agricoltura, ma soprattutto tra produzione e cultura. L'idea, infatti, era quella di creare una fondazione composta da diverse forze vive della comunità: azionisti, enti pubblici, università e rappresentanze dei lavoratori, in modo da eliminare le differenze economiche, ideologiche e politiche. Il suo sogno era di riuscire ad ampliare il progetto a livello nazionale, in modo che quello della comunità fosse il fine ultimo.
Vi è il dubbio a tutt'oggi, se le sue idee abbiano preso spunto o ulteriore concretezza da quelle di Rudolf Steiner in merito all'organizzazione sociale. Ciò deriva dal fatto che vi sono dei riscontri in merito a suoi finanziamenti dei movimenti steineriani e della stampa antroposofica.

## Parallelismi con Enrico Mattei
Si ripensa al parallelo con un altro straordinario personaggio della sua epoca, Enrico Mattei. 

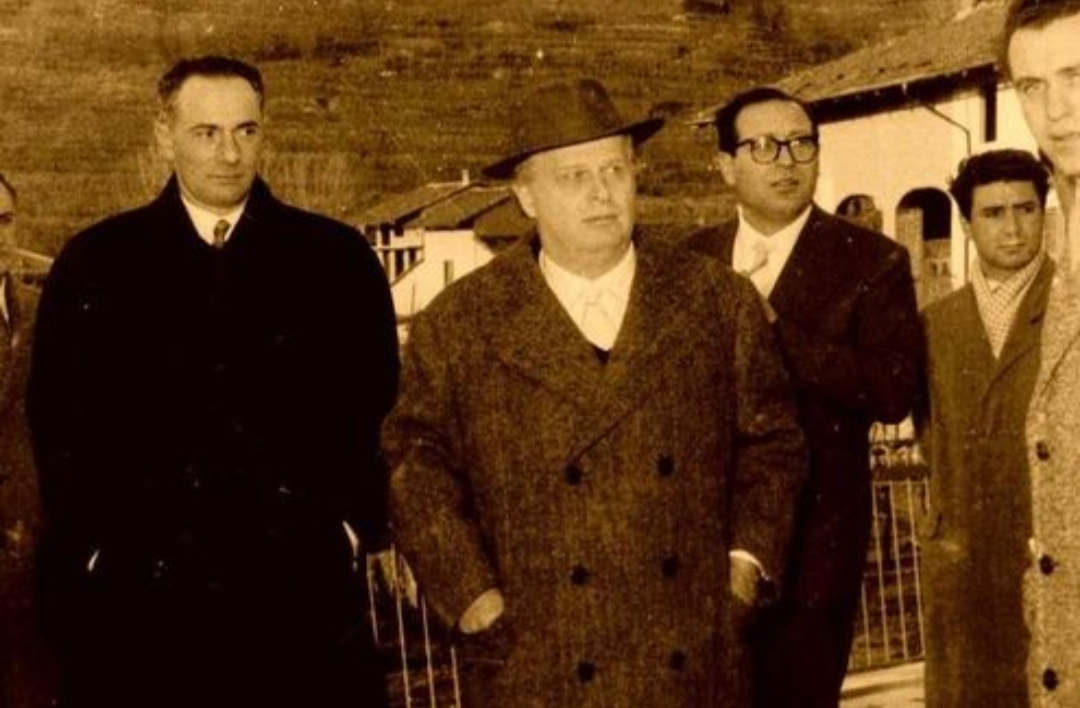
Enrico Mattei con Olivetti e Geno Pampaloni, visita alle "Ediz. di Comunità" (1952)

Entrambi capitani d'industria, diversi per origini e formazione, anche nel carattere, ma accomunati dalla concezione dell'impresa nella Società e dalla strategia organizzativa. Accomunati anche dal destino per le repentine ed improvvise morti. E pure accomunati dal fatto che ogni cosa che li riguarda è negli archivi. Uniti pure, questi figli dell'Italia migliore, nell'oblio delle loro gesta da parte degli stessi imprenditori di ogni campo, dimostratisi, negli anni a seguire, senza scrupoli. 
Sia Olivetti che Mattei crearono modelli urbanistici e servizi sociali avanzati, creando collaborazioni con le università.
Ambedue diedero spazio alla cultura e ai giovani economisti. Proverbiale poi la loro attenzione alle tecniche direzionali e di strategia aziendale. Per non parlare dei centri ricerche. L'Olivetti con i calcolatori, la divisione elettronica, gli edifici e per quanto riguarda l'Eni il campo chimico-minerario, le reti gas, la costruzione di complessi alberghieri.
Un personaggio simile ad Adriano Olivetti, al quale lo accomunava la filosofia del rispetto verso i dipendenti, l'importanza di coltivare hobby (addirittura  mettendo negli stessi reparti le persone con i medesimi hobby per creare squadra) era Angelo Dalle Molle, l'inventore della ricetta della Cynar, mecenate, appassionato di arte e progetti futuri (come all'epoca l'auto elettrica e i robot).
E in epoca antecedente vi era stato ancora un altro personaggio che nutriva una particolare cura verso l'aspetto etico del lavoro e delle maestranze, l'imprenditore dei cotonifici Napoleone Leumann che fra il 1875 e il 1907 fece edificare l'omonimo villaggio in Piemonte. Vissuto in epoca non certo favorevole agli operai, tanto meno al loro benessere psico-fisico, esisteva la piaga del lavoro minorile tollerata per convenienza in tutta Europa, Leumann diversamente si interessò a tutelare i figli delle maestranze, creando gli asili, seguiti da suore, fornendo una chiesa (lui pure non cattolico ma calvinista) e un servizio medico a disposizione di tutti.

## Riconoscimenti successivi
Per tutelare e promuovere la figura di Adriano Olivetti e il suo pensiero, è stata costituita la Fondazione Adriano Olivetti con sede a Roma e a Ivrea per volontà di familiari, amici e collaboratori, con l'intento di raccogliere e sviluppare l'impegno civile, sociale e politico che ha distinto l'operato di Adriano Olivetti nel corso della sua vita.
"Adriano Olivetti" è un marchio registrato, depositato nel 2018 dalla Fondazione Adriano Olivetti.

### Laurea honoris causa
Nel 2002, in occasione dell'inaugurazione del primo corso di laurea italiano in Media e giornalismo, oggi soppresso, alla memoria di Olivetti è stata conferita, da parte della facoltà di Scienze politiche "Cesare Alfieri" dell'Università di Firenze, la laurea honoris causa.
Contemporaneamente gli è stato intitolata la struttura didattica, divenuta così corso di laurea in Media e giornalismo "Adriano Olivetti".

### Intitolazioni
Nel 2003, il Comune di Roma ha intitolato a Adriano Olivetti una via nella zona Settecamini.
Nel 2020, il Comune di Milano ha intitolato ad Adriano Olivetti una piazza nella zona a Sud della fondazione Prada.
Ci sono strade e vie intitolate ad Adriano Olivetti anche ad Azeglio, Strambino, Caluso, Matera, Terracina, Termoli, Trento, Desenzano del Garda, Rezzato, Crema, Osnago, e nella frazione Arco Felice del comune di Pozzuoli.

## Opere
- L'ordine politico delle Comunità. Le garanzie di libertà in uno Stato socialista, Ivrea, Nuove Edizioni Ivrea, 1945
- L'ordine politico delle Comunità. Dello Stato secondo le leggi dello spirito, Roma, Edizioni di Comunità, 1946
- Società Stato Comunità. Per una economia e politica comunitaria, Milano, Edizioni di Comunità, 1952
- L'idea di una comunità concreta. Per una civiltà cristiana, seconda edizione, Movimento Comunità, 1958
- Città dell'uomo, Milano, Edizioni di Comunità, 1959
- L'ordine politico delle Comunità. Le garanzie di libertà in uno stato socialista, a cura di Renzo Zorzi, Milano, Edizioni di Comunità, 1970
- Fini e fine della politica, Soveria Mannelli, Rubbettino, 2009
- Ai Lavoratori. Discorsi agli operai di Pozzuoli e Ivrea, Roma/Ivrea, Edizioni di Comunità, 2012
- Democrazia senza partiti, Roma/Ivrea, Edizioni di Comunità, 2013
- Il cammino della Comunità, Roma/Ivrea, Edizioni di Comunità, 2013
- Il mondo che nasce, Roma/Ivrea, Edizioni di Comunità, 2013
- L'ordine politico delle Comunità, a cura di Davide Cadeddu, Roma/Ivrea, Edizioni di Comunità, 2014
- L'ordine politico delle Comunità, a cura di Davide Cadeddu, Roma, Edizioni di Comunità, 2021
- Società Stato Comunità. Per una economia e politica comunitaria, a cura di Davide Cadeddu, Roma, Edizioni di Comunità, 2021
- Le fabbriche di bene, Roma/Ivrea, Edizioni di Comunità, 2014
- Noi sogniamo il silenzio, Roma/Ivrea, Edizioni di Comunità, 2015
- Città dell'uomo, Roma/Ivrea, Edizioni di Comunità, 2015
- Dall'America: lettere ai familiari (1925-26), Roma/Ivrea, Edizioni di Comunità, 2016
- Discorsi per il Natale, Roma/Ivrea, Edizioni di Comunità, 2017

## Archivio
Il fondo Adriano Olivetti, contenente la documentazione prodotta da questi nel corso della propria vita e durante il periodo di attività nell'azienda di famiglia (estremi cronologici: 1925-1960) è di proprietà della famiglia che nel 1962 ha costituito la Fondazione Adriano Olivetti con lo scopo di tutelare e promuovere la figura di Adriano Olivetti e il suo pensiero. A tal fine il patrimonio documentale relativo alle personalità imprenditoriali della famiglia Olivetti, e in particolare le carte private e gli archivi di Adriano Olivetti, di Camillo e di Roberto Olivetti, sono conservati a Ivrea, presso l’Associazione Archivio Storico Olivetti. Sono inoltre conservati alcuni archivi di personalità particolarmente vicine, nelle loro attività, ad Adriano Olivetti come Ludovico Quaroni e Friedrich G. Friedmann, nonché fondi provenienti da donazioni e depositi e una vasta biblioteca ed emeroteca.

## Filmografia
- -  Adriano Olivetti L'imprenditore rosso parte 1, su YouTube.
  -  Adriano Olivetti L'imprenditore rosso parte 2, su YouTube.
  -  Adriano Olivetti L'imprenditore rosso parte 3 e 4, su YouTube.
- Emanuele Piccardo, Lettera22, su YouTube, 2009.
- In me non c'è che futuro, regia di Michele Fasano, produzione Sattva Films in collaborazione con la Fondazione Adriano Olivetti (2011)
- Adriano Olivetti - La forza di un sogno, regia di Michele Soavi, produzione Casanova Multimedia, Rai Fiction in collaborazione con la Fondazione Adriano Olivetti (2013)
- Città dell'uomo, di Andrea De Sica, Rai Italia 150 in collaborazione con la Fondazione Adriano Olivetti (2013)
- Quando Olivetti inventò il PC, regia di Alessandro Bernard e Paolo Ceretto, produzione Zenit Audiovisivi (2011)